# John Hejduk
John Quentin Hejduk foi um arquiteto, artista e educador americano de origem tcheca que passou grande parte de sua vida em Nova York, Estados Unidos. Hejduk é conhecido por ter um profundo interesse nas questões fundamentais de forma, organização, representação e reciprocidade.
Hejduk estudou na Cooper Union School of Art and Architecture, na Universidade de Cincinnati e na Harvard Graduate School of Design. Ele trabalhou em vários escritórios em Nova York, incluindo o de I.M. Pei e Partners e o escritório de A.M. Kinney e Associados. Ele estabeleceu sua própria prática na cidade de Nova York em 1965

## Carreira

### Como professor
Hejduk foi Professor de Arquitetura na Cooper Union para o Avanço da Ciência e Arte, Escola de Arquitetura de 1964 a 2000 e Decano da Escola de Arquitetura de 1975 a 2000. Sua chegada incluindo a cooperação de muitos outros professores influentes (incluindo Raimund Abraham Ricardo Scofidio, Peter Eisenman, Charles Gwathmey, Diana Agrest, Diane Lewis, Elizabeth Diller, David Shapiro, Don Wall e muitos outros) transformaram a prática e o pensamento crítico da arquitetura de maneiras que podem ser comparadas à transformação de Ludwig Mies Van Der Rohe de o Armour Institute para o Instituto de Tecnologia de Illinois

### Aproximação/Chegada
Seu trabalho e currículo iniciais cresceram a partir de um conjunto de exercícios que exploravam cubos, grades e molduras, através de um exame de grades quadradas colocadas dentro de recipientes diagonais contra uma parede curva ocasional, em direção a uma série de experimentos com planos e massas curvas em várias combinações. e cores. [1] Para auxiliar sua pesquisa, ele recebeu uma concessão da Fundação Graham em 1967. Eventualmente, os exercícios modernistas de "linha-dura" modernista de John Hejduk, fortemente influenciados por Frank Lloyd Wright e Ludwig Mies Van Der Rohe, afastaram-se de seus interesses em favor da "figura / objetos" à mão livre influenciados pela mitologia e pela espiritualidade, expressando claramente a natureza de sua poesia. [citação necessário] A relação entre a forma / objetos de Hejduk e seus arredores é um assunto controverso, levantando questões semelhantes às levantadas por as primeiras casas de Peter Eisenman. O historiador da arquitetura K. Michael Hays descreveu a arquitetura de Hejduk como um dos "Encontros", descrevendo os objetos de Hejduk como parecendo "impossivelmente estar cientes de nós, abordar-nos. E, no entanto, não vemos o reflexo gratificante de nós mesmos que esperávamos". mas outra coisa, olhando para nós, nos observando, colocando-nos ", articulando o trabalho de Hejduk a partir de uma perspectiva lacaniana pós-moderna como mais" literário "que o de seus colegas.

## Legado
Hejduk está associado a várias escolas, incluindo o New York Five (com os arquitetos Peter Eisenman, Richard Meier, Michael Graves e Charles Gwathmey), cujos primeiros trabalhos são descritos em Five Architects (1973), [3] [4] e no Texas Rangers. , um grupo de arquitetos e professores inovadores da Texas School of Architecture, em Austin, cujos outros participantes conhecidos incluem Colin Rowe e Werner Seligmann. Teóricos contemporâneos, pesquisadores e acadêmicos publicando trabalhos e pesquisas de e sobre John Hejduk incluem K. Michael Hays, [5] Mark Linder, [6] R.E. Somol, [7] Anthony Vidler [8] e Renata Hejduk. [9] [citação necessário] Grande parte de seu trabalho está arquivada no Canadian Centre for Architecture em Montreal, Quebec.

## Edifícios importantes
- Casa para um Músico (1983)
- Casa do Suicídio e Casa da Mãe do Suicídio (Praga, monumento instalado em 2016)
- Torre de Kreuzberg e asas (Berlim, Alemanha)
- Habitação Tegel (Berlim, 1988) Casa dos Quádruplos / Casa para dois Irmãos (Berlim, Tegel, 1988)
- Gate House (Berlim, 1991) para o IBA 87
- A Máscara da Medusa (Buenos Aires, 1998) Wall House II (Groningen, 2001)

## Trabalhos conceptuais
- Casas com diamantes (1962)
- Homem de bilhete de identidade (Victim Series, 1986)
- Cemitério para as Cinzas do Pensamento (1975)
- Máscara de Berlim (1981) Catedral (1996)
- Capela, Casamento do Sol e da Lua (1998)